# 22542 Пендрі
22542 Пендрі (22542 Pendri) — астероїд головного поясу, відкритий 20 березня 1998 року.
Тіссеранів параметр щодо Юпітера — 3,601.